# Acer x neglectum
Acer x neglectum é uma espécie de árvore do gênero Acer, pertencente à família Aceraceae.